# 595 Polyxena
595 Polyxena је астероид са пречником од приближно 109,07 .
Афел астероида је на удаљености од 3,387 астрономских јединица (АЈ) од Сунца, а перихел на 3,024 АЈ.
Ексцентрицитет орбите износи 0,056, инклинација (нагиб) орбите у односу на раван еклиптике 17,889 степени, а орбитални период износи 2097,080 дана (5,741 година).
Апсолутна магнитуда астероида је 8,00 а геометријски албедо 0,093.
Астероид је откривен 27. марта 1906. године.